# 徐鐸 (宣德進士)
徐鐸（1395年—1454年），字文振，四川成都府簡縣人，民籍，治《書經》。

## 生平
四月二十九日生，行三，由國子生中式四川鄉試第一百四十三名舉人，會試中式第六十六名。年三十六歲中式宣德五年庚戌科第三甲第三十三名進士。

## 家族
曾祖徐承祖，元安慶路同知；祖徐子明；父徐應隆；母王氏。具慶下，妻張氏，兄鍾；鏞，弟鑑；鈺；鏡；鐄。